# جوان توماس (لاعب كرة قدم)
جوان توماس (بالإسبانية: Joan Tomás Campasol) هو لاعب كرة قدم إسباني في مركز نصف الجناح، ولد في 17 مايو 1985 في جرندة في إسبانيا. شارك مع منتخب إسبانيا تحت 19 سنة لكرة القدم. أما مع النوادي، فقد لعب مع إسبانيول وسيلتا فيغو ونادي أليكانتي ونادي أيك لارنكا ونادي فياريال ب ونادي فياريال ونادي لاردة.

## وصلات خارجية
- جوان توماس على موقع قاعدة بيانات كرة القدم.إي يو (الإنجليزية)
- جوان توماس على موقع Soccerway.com (الإنجليزية)